# Nazionale femminile di hockey su prato della Lituania
La nazionale di hockey su prato femminile della Lituania è la squadra femminile di hockey su prato rappresentativa della Lituania ed è posta sotto la giurisdizione della Lithuanian Hockey Federation.

## Partecipazioni

### Mondiali
- 1990-2006 – non partecipa

### Olimpiadi
- 1992-2008 – non partecipa

### Champions Trophy
- 1991-2009 – non partecipa

### EuroHockey Nations Championship
- 1991 – non partecipa
- 1995 – non partecipa
- 1999 – 8º posto
- 2003-2009 – non partecipa